# Ruská Voľa
Ruská Voľa (in ungherese Kisszabados) è un comune della Slovacchia facente parte del distretto di Vranov nad Topľou, nella regione di Prešov.